# Никитин, Василий Афанасьевич
Васи́лий Афана́сьевич Ники́тин (20 августа 1925, Скляево 5-е, Воронежская губерния — 20 апреля 2015, Воронеж) — командир орудия танка 47-й гвардейской танковой бригады гвардии старший сержант.

## Биография
Родился в деревне Скляево 5-е (ныне — Рамонского района Воронежской области) в семье крестьянина. Русский. Член КПСС с 1955 года.
В 1936 году вместе с родителями переехал в город Воронеж. В 1941 году окончил 7 классов. После школы работал на заводе имени Коминтерна в Воронеже.
В феврале 1943 года призван в Красную Армию. Василию было 17 лет, но он прибавил себе год. С июля 1943 года зачислен в 11 учебный танковый полк. После окончания краткосрочных курсов при Свердловском танковом училище в январе 1944 года направлен на фронт. Сержант Никитин воевал в должности командира орудия, механика-водителя. Был и командиром танка в звании старшего сержанта — офицеров не хватало. Принимал участие в боях за освобождение Украины, Молдавии, Румынии.
Отличился в боях на земле Польши. В январе 1945 года, действуя в головной походной заставе, в боях за польские города Груец, Мщонув, Жерардув и Сохачев, гвардии старший сержант Никитин способствовал выполнению задачи батальоном, уничтожив большое количество боевой техники и живой силы противника. Свидетелем его подвига по подавлению огневых точек фашистов близ городов Жерардув и Сохачев стал заместитель командующего 2-й танковой армией генерал Пласков. Он рассказал об увиденном командующему армией Богданову, и тот распорядился представить Никтина к геройскому званию.
Указом Президиума Верховного Совета СССР от 27 февраля 1945 года за образцовое выполнение заданий командования и проявленные мужество и героизм в боях с немецко-фашистскими захватчиками гвардии старшему сержанту Никитину Василию Афанасьевичу присвоено звание Героя Советского Союза с вручением ордена Ленина и медали «Золотая Звезда».
День Победы закончил в Берлине. В составе 2-й гвардейской танковой армии прошел 2700 км, принимал участие в освобождении 30 городов, форсировании 4 рек. Восемь раз был ранен, четырежды едва не сгорел заживо в подбитых танках. Сержант Никитин лично нанес внушительный личный вклад в разгром гитлеровцев: уничтожил 11 танков, 5 самоходных орудий, 120 пушек разного калибра, 4 батареи, 6 бронетранспортеров, 2 автоколонны с вооружением, самолет на аэродроме большое количество пулеметных точек и живой силы противника. За участие в боях имеет 14 благодарностей Верховного главнокомандующего.
После демобилизации в 1950 году вернулся на родину. В 1956 году окончил заочно Московский индустриальный техникум. Работал в райкоме комсомола, в облсовпрофе. С 1971 года до пенсии работал в Воронежском филиале «ГипродорНИИ» на должности заместителя директора по административно-хозяйственной работе. Последние годы прожил в Воронеже.
Награждён орденами Почёта (1995), Ленина, Отечественной войны I степени, Красной Звезды, медалями.